# جو ایتون (بازیکن فوتبال)
جو ایتون (انگلیسی: Joe Eaton؛ زادهٔ ۱۶ مهٔ ۱۹۳۱) بازیکن فوتبال است.
از باشگاه‌هایی که در آن بازی کرده‌است می‌توان به باشگاه فوتبال منزفیلد تاون اشاره کرد.